# 宁德北站
宁德北站位于福建省宁德市蕉城区漳湾镇，是衢宁铁路宁德北联线上的车站，通过货车联络线与宁德铁路正线接轨。车站规划为衢宁铁路货物列车技术作业站，同时办理整车普通货物。车站规划一级二场横列式设置，规划有7条到发线和6条调车线，近期建设5条到发线。此外站场设有站台1座、货场1座和机务折返段。另外车站规划有通往白马港、漳湾港、溪南港、城澳港上汽集团宁德生产基地的专用线和至福安湾坞的货车联络线。车站站场在衢宁铁路建设过程中被用作铺轨基地。